# 静木亜美
静木 亜美（しずき あみ、9月28日 - ） は、日本の女性声優、歌手。青二塾卒業。以前はアトリエピーチに所属していた。

## 人物
趣味は同人誌。国連英検C級、英検2級の資格を持つ。

## 出演
太字はメインキャラクター。

### 全年齢OVA
- モエかん THE ANIMATION（2003年 - 2004年、実相寺冬葉[1]） - 全3巻

### アダルトアニメ
- 放課後恋愛クラブ -恋のエチュード-（1998年、織原早苗[1]）
- KISSより…（1999年、麻丘千尋[1]）
- エンドレスセレナーデ（2000年、阿奏美姫[1][2]）
- Canvas 〜セピア色のモチーフ〜（2001年、鷺ノ宮藍[1]） - 15禁
- 妹でいこう!（2003年、吉住冬乃）

### 一般向ゲーム
1997年
- 闘姫伝承 ANGEL EYES（ライヤ、ちび子、B・ライヤ、ロボチビコ）※PS版
- 初恋ばれんたいん（加藤真紀子）

1999年
- Schwarzschild WING2（ペネロピ）
- Schwarzschild X 新たなる光輝（ザイファ、ルイン＝ツェーゲ）
- KISSより…（麻丘千尋）
- 有限会社地球防衛隊（篠原みちる）
- 君の気持ち、僕のこころ（豊田裕子）
- POWER DoLLS 3（ロザリア・チャペック）

2000年
- POWER DoLLS 4（ロザリア・チャペック、メラニー・ブレア）

2001年
- THE 恋愛シミュレーション2 〜ふれあい〜 / ふれあい THE 恋愛シミュレーション（2001年 - 2002年、芹沢麻弥） - 2作品
- Canvas 〜セピア色のモチーフ〜（2001年 - 2003年、鷺ノ宮藍）※DC版 / PS2版
- Missing Blue（愛菜稚、セラ）
- おかえりっ!〜夕凪色の恋物語〜（小山田由美子）
- エミーリア（ルル）

2004年
- 蒼のままで……（影森千春）

2007年
- 魔女っ娘ア・ラ・モードII 〜魔法と剣のストラグル〜（ミレイユ・ブリリアント）
- 蘭島物語 少女的約定（奇莉婭〈チリア〉）※香港PCゲーム

### アダルトゲーム
1996年
- ジャンジャンパラダイス（ウィナ、川上安奈、雨村ひかり）
- こうかん日記DX（中村智美）

1997年
- 放課後恋愛クラブ -恋のエチュード-（織原早苗） - アクセサリーデータ集『恋のアンサンブル』収録のデータ

1998年
- マイガール
- キミにSteady

1999年
- GREEN 〜秋空のスクリーン〜（1999年 - 2000年、広瀬真理子） - 2作品
- 猟奇の檻 第3章
- KISSより…（麻丘千尋）

2000年
- Canvas 〜セピア色のモチーフ〜（鷺ノ宮藍）
  - NAKED BLUE Canvas Wallpaper Collection（2001年、鷺ノ宮藍）
  - Canvas DVD 〜セピア色のモチーフ〜（2001年 - 2008年、鷺ノ宮藍） - DVD版 / DVD-PG版

2002年
- 妹でいこう!（吉住冬乃）

2003年
- LOVERS 〜恋に落ちたら…〜（河合理恵）

2005年
- 魔女っ娘ア・ラ・モードII 〜光と闇のエトランゼ〜（ミレイユ・ブリリアント）

2007年
- 赤いCanvasシリーズ なでしこ 〜朱色のらせん〜（鷺ノ宮藍）

2010年
- KONTRAPUNKT 〜誰にも言えない私の性癖〜（ひなき）

### ドラマCD
時期不明
- 初恋ばれんたいん（加藤真紀子）

1997年
- 闘姫伝承 ANGEL EYES ドラマ・アルバム（ライヤ、ちび子）

1998年
- 雪色のカルテ オリジナル・サウンドトラック（泉ほのか）

2000年
- GREEN 〜秋空のスクリーン〜 sound track（広瀬真理子）

2002年
- ドラマCD「Canvas 〜セピア色のモチーフ〜」Featuring 桜塚恋（鷺ノ宮藍）
- LOVERS 〜恋に落ちたら…〜 ドラマCD（河合理恵）

2004年
- Canvas2〜プリズム色のサマーフェスタ〜 / Canvas2 Drama CD・Rhapsody de Noel（鷺ノ宮藍） - 2作品

2007年
- 鬼畜CD S

2009年
- Something Sweet 〜百合姉妹 蘭＆凛 はじめてのKiss〜（蘭）

### ボイスシアター
- エンドレスセレナーデ（阿奏美姫）
- 魔法少女隊エンジェリオン（エンジェリオンレッド）
- 三重奏（阿奏美姫）
- エンドレスセレナーデ 紅の旋律（阿奏美姫）
- 夏祭〜なつまつり〜（一乃原麻由）

### ナレーション
- コアマガジン「メガストア」TVCM
- 放課後恋愛クラブ小説版ラジオCM
- 犬道文子のフェイスニング

### ラジオ
- 莉子と亜美のミラクル☆KISS（キャンシステム・ E-7ch）
- あまがみ
- まじ☆ラジ（2005年、音泉）

### テレビ番組
- 脳みその具
- ピーチのアトリエ（PioneerKchannel） - ナビゲーター
- 奔放K くらぶカルチャーナイト（PioneerKchannel） - ナビゲーター
- メガストア 美少女ゲームTV!（1998年 - 1999年、キッズステーション） - アシスタント

### 舞台
- ミュージカル「杜子春」（許春役〜全国公演）
- ミュージカル「お姫様と悪魔のレストラン」（お姫様役〜新小岩児童館他）
- ミュージカル「ききみみずきん」（ぴょんこ役〜全国公演）
- 朗読劇「注文の多い料理店」（語り〜志茂小学校）

## ディスコグラフィ

### 参加楽曲
| 発売日         | 商品名                                                         | 歌                                                                   | 楽曲                                       | 備考                                                    |
| -------------- | -------------------------------------------------------------- | -------------------------------------------------------------------- | ------------------------------------------ | ------------------------------------------------------- |
| ？年           | 亜美ちゃんの写真集〜亜美ちゃんコスチュームに挑戦！〜           | 静木亜美                                                             | 「あのころに戻れない」                     |                                                         |
| 1998年8月1日   | キミにSteady オリジナルサウンドトラック                        | 静木亜美                                                             | 「恋と雪の妖精」                           | PCゲーム『キミにSteady』オープニングテーマ              |
| 1999年1月20日  | プリンセスメーカーGO!GO!プリンセス＆ポケット大作戦             | 静木亜美                                                             | 「Mission in the Little Pocket」           | ゲーム『プリンセスメーカー ポケット大作戦』テーマソング |
| 1999年6月2日   | KISSより…                                                      | 静木亜美                                                             | 「夏のうわごと」                           | ゲーム『KISSより…』SS版オープニングテーマ               |
| 1999年6月2日   | KISSより…                                                      | 静木亜美、江幡育子、三五美奈子、渡邉優子、悠羽、森野ことり、田島雅美 | 「KISSより…」                              | ゲーム『KISSより…』イメージソング                       |
| 1999年6月17日  | 有限会社地球防衛隊                                             | 静木亜美                                                             | 「影法師」                                 | ゲーム『有限会社地球防衛隊』関連曲                      |
| 1999年9月22日  | 初恋ばれんたいん ベストコレクション オリジナルサウンドトラック | 静木亜美                                                             | 「永遠の約束」                             | ゲーム『初恋ばれんたいん』エンディングテーマ            |
| 1999年9月22日  | 初恋ばれんたいん ベストコレクション オリジナルサウンドトラック | 静木亜美                                                             | 「投影=Projection=」                       | ゲーム『初恋ばれんたいん』エンディングテーマ            |
| 2000年12月21日 | Pure Mail オリジナルサウンドトラック                           | 静木亜美                                                             | 「OPEN THE MIND」                          | PCゲーム『Pure Mail』オープニングテーマ                 |
| 2000年12月21日 | Pure Mail オリジナルサウンドトラック                           | 静木亜美                                                             | 「Angelic Feather」                        | PCゲーム『Pure Mail』エンディングテーマ                 |
| 2004年8月27日  | doll〜歌姫 vol.4 祭                                            | 静木亜美                                                             | 「彼女にpromotion」 「不思議バケーション」 |                                                         |
| 2009年4月24日  | ソフトハウスキャラ BEST VOCAL                                  | 大野まりな、静木亜美、ハラユカ。                                     | 「WizWiz経験中！」                         | PCゲーム『ウィザーズクライマー』主題歌                  |
| 2014年1月24日  | ACTRESS vocal collection あくこれ!!                            | 静木亜美                                                             | 「並木道の笑顔」                           | PCゲーム『恋ようび』オープニングテーマ                  |
| 2014年1月24日  | ACTRESS vocal collection あくこれ!!                            | 静木亜美                                                             | 「恋のハイライト」                         | PCゲーム『恋ようび』エンディング曲                      |

### キャラクターソング
| 発売日   | 商品名                                 | 歌                                                         | 楽曲                                        | 備考                                                   |
| 1997年   | 1997年                                 | 1997年                                                     | 1997年                                      | 1997年                                                 |
| -------- | -------------------------------------- | ---------------------------------------------------------- | ------------------------------------------- | ------------------------------------------------------ |
| 1月      | 闘姫伝承 ANGEL EYES ドラマ・アルバム   | ライヤ（静木亜美）・レイカ（七瀬里緒） with エンジェルズ   | 「RED & BLUE LEGEND」                       | ドラマCD『闘姫伝承 ANGEL EYES ドラマ・アルバム』主題歌 |
| 2002年   |                                        |                                                            |                                             |                                                        |
| 7月20日  | LOVERS ORIGINAL SOUND TRACKS           | 河合理恵（静木亜美）                                       | 「恋に落ちたら？」                          | PCゲーム『LOVERS 〜恋に落ちたら…〜』関連曲             |
| 8月7日   | 妹でいこう! オリジナルサウンドトラック | 大野まりな、静木亜美                                       | 「妹なんだもん！」                          | PCゲーム『妹でいこう!』オープニングテーマ              |
| 8月7日   | 妹でいこう! オリジナルサウンドトラック | 吉住冬乃（静木亜美）                                       | 「Symphony of Wishes」                      | PCゲーム『妹でいこう!』挿入歌                          |
| 10月19日 | LOVERS featuring 河合理恵              | 河合理恵（静木亜美）                                       | 「抱きしめてLOVE」 「理恵のはじめてデート」 | PCゲーム『LOVERS 〜恋に落ちたら…〜』関連曲             |
| 2003年   |                                        |                                                            |                                             |                                                        |
| 7月23日  | 妹でいこう! -麻由夏と冬乃の夏休み-     | 吉住麻由夏（大野まりな）、吉住冬乃（静木亜美）、宇和川恵美 | 「ぴゅあぴゅあ大作戦？」                    | PCゲーム『妹でいこう!』イメージソング                  |
| 7月23日  | 妹でいこう! -麻由夏と冬乃の夏休み-     | 吉住麻由夏（大野まりな）、吉住冬乃（静木亜美）             | 「夏のキュン☆キュン☆」                      | PCゲーム『妹でいこう!』イメージソング                  |

### 未音源化楽曲
| 発表時期 | 楽曲                             | 歌       | 備考                                                                             |
| -------- | -------------------------------- | -------- | -------------------------------------------------------------------------------- |
| 1998年   | 「物語がはじまる」               | 静木亜美 | PCゲーム『My Girl』エンディングテーマ                                            |
| 1999年   | 「Break Up! 〜夢を叶えるため〜」 | 静木亜美 | PCゲーム『猟奇の檻 第3章』エンディングテーマ                                     |
| 2008年   | 「体育倉庫で待ってるわ」         | 静木亜美 | PCゲーム『毎日けだものっ!! らぶえろ☆ももいろ☆すく〜るらいふ♪』エンディングテーマ |

Dr Empty

### 作曲
- 禁断の翼

### CD-ROM
- 亜美ちゃんの写真集〜亜美ちゃんコスチュームに挑戦！〜